# Гіпоталамо-гіпофізарно-гонадна вісь

Гіпогонадна вісь

Гіпоталамо-гіпофізарно-гонадна вісь (вісь ГГГ, також відома як гіпоталамо-гіпофізарно-оваріально-тестикулярна вісь) поняття, де гіпоталамус, гіпофіз та гонади, ці окремі ендокринні залози, розглядаються в комплексі. Оскільки ці залози часто діють узгоджено, фізіологи та ендокринологи вважають зручним говорити про них як про єдину систему.
Вісь ГГГ відіграє вирішальну роль у розвитку та регуляції низки систем організму, таких як репродуктивна та імунна системи. Флюктуації роботи цієї осі викликають зміни гормонів, що виробляються кожною залозою, та мають різні місцеві та системні ефекти на організм.
Вісь ГГГ контролює розвиток, розмноження та старіння у тварин. Гонадотропін-рилізинг-гормон (ГнРГ) секретується з гіпоталамуса нейронами. Передня частка гіпофіза виробляє лютеїнізуючий гормон (ЛГ) та фолікулостимулювальний гормон (ФСГ), а гонади — естроген та тестостерон.
У яйцекладних організмів (наприклад, риб, рептилій, амфібій, птахів) у самок вісь ГГГ зазвичай називають віссю гіпоталамус-гіпофіз-гонади-печінка (вісь ГГГП). Багато білків яєчного жовтка та хоріону гетерологічно синтезуються в печінці, що необхідно для росту та розвитку ооцитів. Прикладами таких необхідних білків печінки є вітелогенін та хоріогенін.
Осі ГГА, ГГГ та ГГТ — це три шляхи, за допомогою яких гіпоталамус і гіпофіз керують нейроендокринною функцією.

## Розташування та регулювання

Регуляція ГГГ у чоловіків, при цьому система інгібін/активін відіграє подібну роль у клітинах, що продукують ГнРГ

Гіпоталамус розташований у мозку та секретує ГнРГ. ГнРГ рухається вниз по передній долі гіпофіза через портальну систему гіпофіза та зв'язується з рецепторами на секреторних клітинах аденогіпофіза. У відповідь на дію ГнРГ ці клітини виробляють ЛГ та ФСГ, які потрапляють у кровотік.
Пульсуюче вивільнення ГнРГ гіпоталамічними нейронами необхідне для адекватного вироблення гонадотропінів гіпофізом. Безперервна секреція ГнРГ відокремлює гонади від регуляції гіпофіза та призводить до зниження синтезу гонадотропінів та до гіпогонадизму. Частота та амплітуда імпульсів ГнРГ жорстко регулюються, особливо у жінок, протягом репродуктивного циклу. Наприклад, ген FSHβ демонструє надчутливу поведінку у відповідь на частоту імпульсів ГнРГ, причому його експресія різко зростає при нижчих частотах імпульсів і зменшується при вищих частотах. Ця надчутлива реакція посилюється залученням кількох мітоген-активованих протеїнкіназ (MAPK), включаючи ERK1/2, JNK, p38 та ERK5, які утворюють складну мережу петель зворотного зв'язку та прямого зв'язку. Різна частота імпульсів ГнРГ впливає на вироблення гонадотропінів, причому швидка пульсація ГнРГ сприяє синтезу ЛГ, а повільніша пульсація — виробленню ФСГ. Цей надчутливий механізм гарантує, що невеликі зміни частоти імпульсів ГнРГ можуть призвести до значних змін у синтезі гонадотропінів, тим самим точно налаштовуючи репродуктивну ендокринну систему.
Ці два гормони відіграють важливу роль у зв'язку з гонадами. У жінок ФСГ та ЛГ діють головним чином для активації яєчників для вироблення естрогену та інгібіну, а також для регуляції менструального циклу та циклу яєчників. Естроген утворює негативний зворотний зв'язок, пригнічуючи вироблення ГнРГ у гіпоталамусі. Інгібін діє, пригнічуючи активін, який виробляється на периферії, що позитивно стимулює клітини, що продукують ГнРГ. Фолістатин, який також виробляється у всіх тканинах організму, пригнічує активін і надає решті тіла більше контролю над віссю. Цікаво, що, як було показано, рівень фоллістатину також підвищується під час фізичних вправ, що пригнічує пригнічення росту м'язів міостатином. Ця подвійна роль фізичних вправ у модуляції гальмування активіну та впливі на гіпоталамо-гіпофізарно-оваріальну вісь (ГГО) являє собою важиливий напрямок для майбутніх досліджень фізіології фізичних вправ.
Кісспептин допомагає регулювати вісь ГГО, діючи як медіатор. Цей нейропептид, що кодується геном KISS1, здійснює свою дію переважно шляхом зв'язування зі своїм рецептором KISS1R (також відомим як GPR54) на нейронах ГнРГ у гіпоталамусі. Стимулюючи вивільнення ГнРГ, кісспептин опосередковано сприяє секреції ЛГ та ФСГ гіпофізом. У гіпоталамусі було виявлено дві основні популяції кісспептинових нейронів: одну в дугоподібному ядрі (ARC), а іншу в антеровентральному перивентрикулярному ядрі (AVPV) у гризунів або в преоптичній ділянці (POA) у людей. Ці нейрони беруть участь як у механізмах негативного, так і позитивного зворотного зв'язку естрогену щодо секреції ГнРГ, причому ARC-кісспептинові нейрони опосередковують негативний зворотний зв'язок, а AVPV/POA-нейрони сприяють преовуляторному сплеску ЛГ. Вплив кісспептину поширюється за межі гіпоталамуса, оскільки було показано, що він має прямий вплив на гіпофіз та яєчники, регулюючи такі процеси, як розвиток фолікулів, дозрівання ооцитів та овуляція. Порушення регуляції кісспептинової системи пов'язане з різними репродуктивними розладами, включаючи синдром полікістозних яєчників (СПКЯ) та безпліддя, що підкреслює її важливість для підтримки нормальної репродуктивної функції. Ці кісспептинові нейрони діють як центральні процесори для передачі сигналів від периферії до нейронів ГнРГ та є важливими для початку статевого дозрівання та підтримки нормальної репродуктивної функції.
Крім того, лептин та інсулін мають стимулюючий ефект, а грелін має гальмівний вплив на секрецію ГнРГгіпоталамусом. Кісспептин також впливає на секрецію ГнРГ.
Лептин, гормон, що секретується адипоцитами, має стимулювальний вплив на секрецію ГнРГ через кілька механізмів. Хоча нейрони ГнРГ не експресують лептинові рецептори безпосередньо, лептин впливає на нейрональну активність опосередковано через регуляцію медіаторів нижче за течією, таких як нейропептид Y, α-меланоцитстимулюючий гормон та агуті-споріднений пептид. Крім того, лептин сприяє функції ГнРГ, впливаючи на кісспептинові нейрони, які регулюють вивільнення ГнРГ, як обговорювалося раніше. У гіпоталамусі лептин, як було показано, дозозалежно прискорює секрецію ГнРГ, впливаючи скоріше на частоту імпульсів, а не на амплітуду. На рівні гіпофіза лептин безпосередньо стимулює вивільнення ЛГ та, меншою мірою, ФСГ через активацію синтази оксиду азоту в гонадотропах.
Інсулін, ще один метаболічний гормон, також відіграє значну роль у модуляції секреції ГнРГ. Центральне введення інсуліну пов'язують зі збільшенням секреції ЛГ у діабетичних самців овець та самок щурів, що свідчить про нейрональну дію інсуліну в регуляції вивільнення ЛГ. Було показано, що сигналізація рецепторів інсуліну в нейронах ГнРГ збільшує його пульсуючу секрецію та, як наслідок, секрецію ЛГ, особливо в контексті ожиріння. Цей ефект, схоже, має статевий диморфізм, причому більш виражена реакція спостерігається у самок гризунів порівняно із самцями.
На відміну від стимулюючої дії лептину та інсуліну, грелін має переважно інгібуючий вплив на секрецію ГнРГ. Грелін, широко відомий як «гормон голоду», як було показано, знижує швидкість та частоту активації нейронів ГнРГ залежно від статі та естрального циклу. Цей інгібуючий ефект опосередковується через рецептор секреції гормону росту (GHS-R), що експресується на нейронах ГнРГ. Дія греліну на нейрони ГнРГ включає зниження частоти ГАМКергічних мініатюрних постсинаптичних струмів і залежить від ретроградної ендоканабіноїдної сигналізації. На гіпоталамусному рівні було продемонстровано, що грелін пригнічує секрецію ГнРГ з гіпоталамічних фрагментів оваріектомізованих самок щурів.
Інтеграція цих метаболічних сигналів забезпечує те, що розмноження тварин відбувається за сприятливих енергетичних умов. Лептин служить пермісивним сигналом для початку статевого дозрівання, з пороговим рівнем, необхідним для його нормального прогресування. Чутливість до інсуліну в нейронах ГнРГ важлива для підтримки нормальної репродуктивної функції, особливо за умови метаболічних проблем, таких як ожиріння. Грелін, з іншого боку, діє як сигнал енергетичної недостатності, причому постійно підвищений рівень потенційно може затримувати нормальний термін статевого дозрівання. З еволюційної точки зору, це має сенс, оскільки для організму нерозумно витрачати надлишок енергії, коли не потрібно збільшувати свій розмір. Крім того, вплив цих гормонів на секрецію ГнРГ може змінюватися залежно від стадії естрального циклу, стану харчування та інших фізіологічних факторів.

Естрадіол, прогестерон, ЛГ та ФСГ протягом менструального циклу.

У ширшому сенсі, гіпоталамо-гіпофізарно-оваріальна вісь (ГГО) проявляє те, що видомо як «концепція бістабільності», яка відповідає за підтримку циклічного патерну активності яєчників. Ця бістабільність найбільш очевидна під час переходу між фолікулярною та лютеїновою фазами та виникає внаслідок взаємодії між позитивними та негативними петлями зворотного зв'язку, що включають ГнРГ, ЛГ, ФСГ, естроген та прогестерон. Система кісспептину створює механізм, подібний до перемикача, який забезпечує перехід від негативного до позитивного зворотного зв'язку. Різні гормональні профілі, що характеризують кожну фазу, представляють два стабільні стани з різкими переходами між ними, що забезпечує належний час овуляції та підготовку ендометрію.
Як зазначалося раніше, під час фолікулярної фази рівень естрогену та ЛГ підвищується, і вхід у лютеїнову фазу не відбувається, якщо сплеск цих гормонів до певного порогу не відбудеться. Рівень прогестерону залишається низьким до моменту сплеску, коли він підвищується в лютеїновій фазі. Протягом цього циклу інгібіни забезпечують чітку картину бістабільності. Ці димерні глікопротеїнові гормони, що виробляються переважно гранульозними клітинами яєчників, діють як регулятори негативного зворотного зв'язку секреції ФСГ передньою часткою гіпофіза. Протягом фолікулярної фази переважною формою є інгібін B, рівень якого зростає паралельно зі зростанням домінантного фолікула. Це збільшення інгібіну B, разом зі зростанням рівня естрогену, сприяє пригніченню секреції ФСГ, що є критично важливим для відбору одного домінантного фолікула. У міру того, як цикл прогресує до лютеїнової фази, основною формою стає інгібін А, що виробляється жовтим тілом. Зниження вироблення стероїдів жовтим тілом та різке падіння інгібіну А ближче до кінця лютеїнової фази дозволяють ФСГ підвищуватися протягом останніх кількох днів менструального циклу. Це підвищення рівня ФСГ важливе для залучення нової когорти фолікулів яєчників у наступному циклі.
Після початку менструації рівень ФСГ знижується через негативний зворотний зв'язок через естроген та інгібін B, що виробляється фолікулом, що розвивається. ФСГ стимулює активність ароматази в гранульозних клітинах, перетворюючи андрогени на естрогени. Зі зниженням рівня ФСГ у навколишніх фолікулах формується середовище, багатше на андрогени. Крім того, гранульозні клітини домінантного фолікула вивільняють пептиди, які можуть пригнічувати ріст сусідніх фолікулів за допомогою аутокринних та паракринних механізмів. Розвиток домінантного фолікула відбувається у три стадії: рекрутинг, відбір та домінування. Набір фолікулів відбувається протягом перших чотирьох днів менструального циклу, коли ФСГ стимулює набір групи фолікулів з незростаючого пулу. Між 5-м і 7-м днями один фолікул вибирається для продовження розвитку, тоді як інші зазнають атрезії — процесу, на який впливає антимюллерівський гормон (АМГ). До 8-го дня вибраний фолікул домінує, сприяючи своєму росту та пригнічуючи розвиток інших.
Під час фолікулярної фази рівень естрадіолу підвищується зі зростанням фолікулів та проліферацією гранульозних клітин. Кількість рецепторів ФСГ, присутніх лише на гранульозних клітинах, збільшується через розширення популяції клітин, а не концентрацію рецепторів на клітину. Підвищення рівня ФСГ та естрадіолу індукує утворення рецепторів ЛГ на гранульозних клітинах, що сприяє виробленню невеликого прогестерону та 17-ОНП, що посилює секрецію ЛГ. ФСГ також активує стероїдогенні ферменти, такі як ароматаза та 3β-ГСД. Тим часом, рецептори ЛГ на текальних клітинах стимулюють вироблення андростендіону та тестостерону, які гранульозні клітини перетворюють на естрадіол. Розвиток фолікулів потім проходить через стадії: первинні фолікули збільшуються в преантральні фолікули, оточені гранульозними та текальними клітинами, набуваючи рецепторів ФСГ. Вони розвиваються в антральні фолікули, а згодом у преовуляторні фолікули. Ранні фолікули виробляють більше андрогенів завдяки активності 5α-редуктази, але домінантні фолікули з високим рівнем ароматази переходять у середовище, багате на естрогени, що має вирішальне значення для їхнього відбору.
Зростання рівня ЛГ, як зазначалося раніше, викликане підвищенням рівня естрадіолу та відбувається приблизно за 34-36 годин до овуляції. ЛГ індукує лютеїнізацію гранульозних клітин, синтез прогестерону, відновлення мейозу та вивільнення ооцитів. Протеолітичні ферменти та простагландини, активовані ЛГ та прогестероном, руйнують фолікулярну стінку, вивільняючи ооцит. Овуляція зазвичай відбувається випадковим чином між яєчниками, причому деякі дослідження вказують на вищий потенціал фертильності при овуляції з правого боку.
Після овуляції жовте тіло епізодично утворює та секретує прогестерон і естрадіол, що регулюється ЛГ. На тривалість життя жовтого тіла впливають частота та амплітуда імпульсів ЛГ, рівень гонадотропіну та лютеотропні фактори, такі як пролактин, окситоцин та простагландини. Лютеоліз включає такі фактори, як ендотелін-1 та TNFα, які пригнічують стероїдогенез та індукують апоптоз. Естрогени та матриксні металопротеїнази також сприяють регресії лютеїнової фази.
Порушення бістабільної природи осі ГГО були пов'язані з різними репродуктивними розладами. Наприклад, при синдромі полікістозних яєчників (СПКЯ) зміни в генерації імпульсів ГнРГ та аномальний зворотний зв'язок з андрогенами можуть призвести до стійкого високого рівня ЛГ. Генерація імпульсів ГНРГ при СПКЯ стає менш чутливим до нормального гальмівного впливу естрогену та прогестерону, що призводить до гіперандрогенії. Гіперандрогенія створює самопідтримуваний цикл, у якому підвищена частота імпульсів ГнРГ сприяє секреції ЛГ над ФСГ, що призводить до високого співвідношення ЛГ/ФСГ. Підвищений рівень ЛГ стимулює текальні клітини в яєчниках до вироблення надлишку андрогенів. Ці підвищені рівні андрогенів ще більше погіршують чутливість генератора імпульсів ГгРГ до негативного зворотного зв'язку від естрогену та прогестерону.
І навпаки, гіпоталамічна аменорея характеризується нездатністю перейти від стану низького рівня гонадотропіну до активного репродуктивного стану через метаболічні або стресові фактори, такі як перетренованість, що зазвичай спостерігається у спортсменів високого рівня. У такому стані менструації взагалі не настають, а відбуваються частково. Навіть після повернення до нормального харчування або фізичної активності організму можуть знадобитися місяці або роки, щоб менструації повернулися до норми, майже так, ніби організм істерично згадує попередній стан енергетичного дефіциту. Запобігаючи менструації, організм «ініціює» безпліддя, щоб не настала вагітність, і не з'явилося ще одне джерело потреби в енергії.
Розуміння бістабільної природи осі ГГО має значні наслідки для розробки нових терапевтичних підходів до відновлення нормальної репродуктивної функції. Наприклад, пульсуюче введення ГнРГ показало багатообіцяючий ефект у відновленні нормальної репродуктивної функції в деяких випадках гіпоталамічної аменореї шляхом повернення системи до активного стану. Аналогічно, розробляються нові аналоги кісспептину для точнішої модуляції осі ГГО, що потенційно може запропонувати нові методи лікування безпліддя та гормонозалежних видів раку.

### Розмноження
Одна з найважливіших функцій осі ГГГ полягає в регуляції репродукції шляхом контролю маткових та оваріальних циклів. У жінок позитивний зворотний зв'язок між естрогеном та лютеїнізуючим гормоном допомагає підготувати фолікул у яєчнику та матці до овуляції та імплантації. Коли яйцеклітина вивільняється, порожній фолікулярний мішечок починає виробляти прогестерон, який пригнічує гіпоталамус і передню частку гіпофіза, тим самим зупиняючи петлю позитивного зворотного зв'язку естроген-ЛГ.
Під час фолікулярної фази підвищення рівня естрогену з фолікулів, що розвиваються, чинить позитивний зворотний зв'язок на гіпоталамус і гіпофіз, що призводить до сплеску ЛГ, який запускає овуляцію. Після овуляції жовте тіло виробляє прогестерон, який пригнічує секрецію ГнРГ гіпоталамусом та вивільнення гонадотропіну передньою часткою гіпофіза, тим самим завершуючи петлю позитивного зворотного зв'язку естроген-ЛГ.
Якщо зачаття відбудеться, плацента візьме на себе секрецію прогестерону, що заблокує настання нової овуляції. Якщо зачаття не відбувається, зменшення екскреції прогестерону дозволить гіпоталамусу відновити секрецію ГнРГ. Ці рівні гормонів також контролюють менструальний цикл, спричиняючи фазу проліферації для підготовки до овуляції, секреторну фазу після овуляції та менструацію, коли зачаття не відбувається.
Активація осі ГГГ як у чоловіків, так і у жінок під час статевого дозрівання також призводить до набуття людьми вторинних статевих ознак. Цьому процесу, відомому як гонадархе, передує адренархе — дозрівання надниркових залоз, яке сприяє виробленню андрогенів, відповідальних за деякі пубертатні зміни.
У чоловіків вироблення ГнРГ, ЛГ та ФСГ подібне, але вплив цих гормонів різний. ФСГ стимулює сустентакулярні клітини до вивільнення андроген-зв'язуючого білка, який сприяє зв'язуванню тестостерону. ЛГ зв'язується з інтерстиціальними клітинами, змушуючи їх секретувати тестостерон. Тестостерон необхідний для нормального сперматогенезу та пригнічує гіпоталамус. Інгібін виробляється сперматогенними клітинами, які, також шляхом інактивації активіну, пригнічують гіпоталамус. Після статевого дозрівання рівень цих гормонів залишається відносно постійним.

### Життєвий цикл
Активація та деактивація осі ГГГ також допомагає регулювати життєві цикли. При народженні рівні ФСГ та ЛГ підвищені, а у дівчаток також є довічний запас первинних ооцитів. Ці рівні знижуються і залишаються низькими протягом дитинства. Під час статевого дозрівання вісь ГГГ активується секрецією естрогену з яєчників або тестостерону з яєчок. Ця активація естрогену та тестостерону викликає фізіологічні та психологічні зміни. Після активації, вісь ГГГ продовжує функціонувати у чоловіків протягом усього їхнього життя, але у жінок її регуляція порушується, що призводить до менопаузи. Ця дерегуляція спричинена головним чином відсутністю ооцитів, які зазвичай виробляють естроген для створення петлі позитивного зворотного зв'язку. Протягом кількох років активність осі ГГГ знижується, і жінки втрачають фертильність. Окрім безпліддя, знижений рівень естрогену спричиняє інші наслідки, такі як посилена резорбція кісток, несприятливий ліпідний профіль, випадіння волосся та сухість шкіри.
Хоча самці залишаються фертильними до смерті, активність осі ГГГ знижується. З віком у чоловіків яєчка починають виробляти менше тестостерону, що призводить до стану, відомого як постпубертатний гіпогонадизм. Причина зниження рівня тестостерону неясна та є актуальною темою досліджень. Постпубертатний гіпогонадизм призводить до прогресуючого зменшення м'язової маси, збільшення вісцерального жиру, втрати лібідо, імпотенції, зниження уваги, підвищеного ризику переломів та порушення вироблення сперматозоїдів.

### Статевий диморфізм та поведінка
Статеві стероїди також впливають на поведінку, оскільки вон впливають на структуру та функціонування мозку. Під час розвитку гормони допомагають визначити, як нейрони утворюють синапси та мігрують, що призводить до статевого диморфізму. Ці фізичні відмінності призводять до відмінностей у поведінці. Хоча не було показано, що ГнРГ має якийсь прямий вплив на регулювання структури та функції мозку, гонадотропіни, статеві стероїди та активін мають такий вплив. Вважається, що ФСГ може відігравати важливу роль у розвитку та диференціації мозку.
Було показано, що рівень тестостерону пов'язаний з просоціальною поведінкою. Це допомагає створити синаптогенез, сприяючи розвитку та міграції нейритів. Активін сприяє нейронній пластичності протягом усього життя та регулює нейромедіатори периферичних нейронів. Навколишнє середовище також може впливати на гормони та поведінкову взаємодію.

## Клінічна значущість

### Розлади
Розлади гіпоталамо-гіпофізарно-гонадної осі класифікуються Всесвітньою організацією охорони здоров'я (ВООЗ) як:
- Група I щодо порушень овуляції: гіпоталамо-гіпофізарна недостатність
- Група II щодо порушень овуляції : гіпоталамо-гіпофізарна дисфункція. Група II за класифікацією ВООЗ є найпоширенішою причиною порушень овуляції, а найпоширенішим причинним фактором є синдром полікістозних яєчників (СПКЯ).[26]

#### Генні мутації
Генетичні мутації та хромосомні аномалії є двома джерелами зміни осі ГГГ. Одиночні мутації зазвичай призводять до змін у здатності зв'язування гормону та рецептора, що спричиняє інактивацію або надмірну активацію. Ці мутації можуть виникати в генах, що кодують ГнРГ, ЛГ та ФСГ або їх рецептори. Залежно від того, який гормон і рецептор не здатні зв'язуватися, виникають різні ефекти, але всі вони змінюють вісь ГГГ.
Наприклад, чоловіча мутація гена, що кодує ГнРГ, може призвести до гіпогонадотропного гіпогонадизму. Мутація, яка спричиняє посилення функції рецептора ЛГ, може призвести до стану, відомого як тестотоксикоз, який спричиняє статеве дозрівання у віці 2–3 років. Втрата функції рецепторів ЛГ може спричинити чоловічий псевдогермафродитизм. У жінок мутації матимуть аналогічні наслідки. Замісна гормональна терапія може бути використана для початку та продовження статевого дозрівання, якщо генна мутація відбувається в гені, що кодує гормон. Хромосомні мутації, як правило, впливають на вироблення андрогенів, а не на вісь ГГГ.

### Супресія
Вісь ГГГ може бути пригнічена прийомом гормональних контрацептивів. Хоча їх протизаплідний ефект часто описується як імітація стану вагітності, гормональна контрацепція є ефективною, оскільки вона діє на вісь ГГГ, імітуючи лютеїнову фазу жіночого циклу. Основними активними інгредієнтами є синтетичні прогестини, які імітують натуральний прогестерон. Синтетичний прогестин запобігає вивільненню ГнРГ гіпоталамусом, ЛГ та ФСГ — гіпофізом. Таким чином, він запобігає вступу оваріального циклу в менструальну фазу та запобігає розвитку фолікулів та овуляції. Також, як наслідок, багато побічних ефектів схожі на симптоми вагітності. Було показано, що хвороба Альцгеймера має гормональний компонент, який, можливо, можна використовувати як метод профілактики цього захворювання. Чоловічі контрацептиви, що використовують статеві гормони, вирішують проблему аналогічним чином.
Вісь ГГГ також може бути пригнічена антагоністами ГнРГ або безперервним введенням агоніста ГнРГ, як у наступних випадках застосування:
- Пригнічення функції яєчників як метод лікування раку молочної залози, щоб запобігти утворенню естрогену в організмі, який може стимулювати клітини раку молочної залози. Зазвичай це досягається шляхом безперервного введення агоніста ГнРГ.
- Пригнічення овуляції як частина контрольованої гіперстимуляції яєчників при екстракорпоральному заплідненні, щоб запобігти спонтанній овуляції фолікулів яєчників до їх забору.

### Стимуляція
Індукцію овуляції зазвичай спочатку проводять шляхом введення антиестрогену, такого як кломіфен цитрат або летрозол, щоб зменшити негативний зворотний зв'язок на гіпофіз, що призводить до підвищення рівня ФСГ з метою посилення фолікулогенезу. Це основний початковий медикаментозний метод лікування ановуляції.

## Фактори навколишнього середовища
Навколишнє середовище може мати великий вплив на вісь ГГГ. Наприклад, жінки з розладами харчової поведінки, як правило, мають олігоменорею (тривалі менструальні цикли понад 35 днів) та вторинну аменорею (відсутність менструації протягом щонайменше трьох місяців поспіль). Голодування, спричинене нервовою анорексією або булімією, призводить до деактивації осі ГГГ, що призводить до зупинки оваріальних та маткових циклів у жінок. Стрес, фізичні вправи та втрата ваги корелюють з олігоменореєю та вторинною аменореєю. Аналогічно, фактори навколишнього середовища також можуть впливати на чоловіків, такі як стрес, що спричиняє імпотенцію. Вживання алкоголю під час вагітності може впливати на гормони, що регулюють розвиток плода, що призводить до фетального розладу алкогольного спектру.
Ці порушення менструального циклу в першу чергу спричинені деактивацією осі ГГГ через хронічний дефіцит енергії та недоїдання, пов'язані з цими розладами:
При нервовій анорексії суворе обмеження калорій та подальша втрата ваги призводять до пригнічення осі ГГГ. Це пригнічення призводить до змін пульсуючого вивільнення ГнРГ з гіпоталамуса, повертаючи режим секреції ЛГ до рівня, що був перед статевим дозріванням. Змінена пульсація ГнРГ призводить до зниження частоти та амплітуди вивільнення ЛГ та ФСГ з гіпофіза. Без адекватної стимуляції цими гонадотропінами фолікули яєчників не розвиваються належним чином, що призводить до недостатнього вироблення естрогену та ановуляції. Стан голодування при нервовій анорексії також впливає на інші важливі гормони, що впливають на регуляцію їх вироблення. Лептин, гормон, що походить від адипоцитів, про який йдеться в розділі «Регулювання» на цій сторінці Вікіпедії, значно знижений у пацієнтів з нервовою анорексією через втрату жиру в організмі. Низький рівень лептину сприяє порушенню нормальної секреції ГнРГ, оскільки лептин необхідний для належної функції гіпоталамуса та початку статевого дозрівання.
При нервовій булімії, хоча пацієнти не завжди можуть мати значну втрату ваги, цикл переїдання та блювання все ще може призвести до метаболічних порушень, які впливають на вісь ГГГ. Нерегулярні схеми харчування та потенційний дефіцит поживних речовин можуть спричинити гормональний дисбаланс, особливо рівня інсуліну та тестостерону, що може сприяти порушенням менструального циклу. Крім того, психологічний стрес, пов'язаний з нервовою булімією, може активувати вісь гіпоталамус-гіпофіз-надпочечники (ГГН), що призводить до підвищеного рівня кортизолу, який може перешкоджати нормальній репродуктивній функції.

## Порівняльна анатомія
Вісь ГГГ є висококонсервативною у тваринному світі. Хоча репродуктивні моделі можуть відрізнятися, фізичні компоненти та механізми контролю залишаються незмінними. Ті самі гормони використовуються з деякими незначними еволюційними модифікаціями. Значна частина досліджень проводиться на тваринних моделях, оскільки вони так добре імітують механізм контролю людей. Важливо пам'ятати, що люди — єдиний вид, який приховує свій фертильний період, але цей ефект пов'язаний з різницею в дії гормонів, а не з різницею в осі ГГГ.